# Pueblo finés

Mapa de la diáspora finlandesa en el mundo (incluye personas con ascendencia o ciudadanía finlandesa).
Finlandia
+ 100.000
+ 10.000
+ 1.000

Los términos fineses o pueblo finés (en finés: suomalaiset, en sueco: finnar, «fineses étnicos», o finländare, «ciudadanos de Finlandia») definen bien a los nativos o habitantes de Finlandia, bien al grupo étnico que históricamente ha estado asociado con Finlandia o Fenoscandia, y en este artículo se emplearán con este segundo significado. A menudo finés y finlandés se utilizan como sinónimos, si bien el primero tiene un significado más étnico y no limitado a Finlandia y el segundo se refiere a todos los ciudadanos de Finlandia al margen de su origen étnico o cultural.
Al igual que sucede con numerosos grupos étnicos, la definición del pueblo finés puede variar. En todas las definiciones, el término comprende a la población que habla el idioma finés y vive en Finlandia. Se puede considerar que el grupo abarca a la población de Suecia que habla finés y a la población tradicional de Finlandia que habla sueco, aunque la inclusión de este último grupo en la etnia finesa es un tema de debate. Otros pueblos pequeños que pueden o no ser abarcados por el término «pueblo finés» son el pueblo kven de Noruega, los tornedalianos (fineses nativos del norte de Suecia) y los fineses evangélico-luteranos de Ingria, Rusia. Los fineses a veces son divididos en subgrupos de acuerdo a los dialectos que hablan, estos subgrupos han sido tradicionalmente denominados heimo (literalmente tribu), sin embargo estas divisiones han ido perdiendo su importancia a causa de las migraciones internas.
Lingüísticamente, el finés, que hablan la mayoría de los finlandeses, se encuentra más directamente relacionado con las lenguas fino-bálticas, que incluyen el estonio y el carelio, mientras que el sueco que es hablado por los fineses-suecos, no posee conexiones con el idioma finés ya que pertenece a la familia de lenguas indoeuropeas. En distintas capas cronológicas, mientras que el finlandés ha incorporado palabras del idioma sueco y de otros idiomas germánicos e indo-europeos, por su parte el sueco solo ha incorporado escasas palabras de lenguas fino-bálticas. 

## Cultura
Finlandia destaca por su sistema educativo, el cual es uno de los más avanzados del mundo, aun cuando sus estudiantes no inician sus clases hasta los 7 años, ya que los primeros años se permite la educación en el hogar y guarderías.

### Música
En música han destacado personalidades como Jean Sibelius, Aino Ackté, Otto Andersson y Veli-Matti Puumala. Además varias agrupaciones musicales como Apocalyptica, Korpiklaani, Stratovarius, Nightwish, HIM, entre otras.

### Tecnología
En tecnología han destacado personalidades como Michael Widenius (desarrollador de MySQL), Matti Makkonen (Padre del SMS), Linus Torvalds (desarrollador del núcleo Linux), Ilkka Paananen (CEO de la empresa de videojuegos Supercell), Stavros Fasoulas (desarrollador de videojuegos), Jani Hirvinen (desarrollador del arducoptero), François Beaufort (Desarrollador de software), Sampo Karjalainen (desarrollador de Habbo).

### Tradiciones
Entre sus tradiciones se encuentran las saunas, palabra que proviene de una antigua palabra finlandesa.